# Carina
Carina o la Quilla es una constelación austral que forma parte de la antigua constelación de Argo Navis (el Navío Argo). La Unión Astronómica Internacional la dividió en cuatro componentes: Carina (la Quilla), Vela (la Vela), Puppis (la Popa) y Pyxis (la Brújula).

## Características destacables

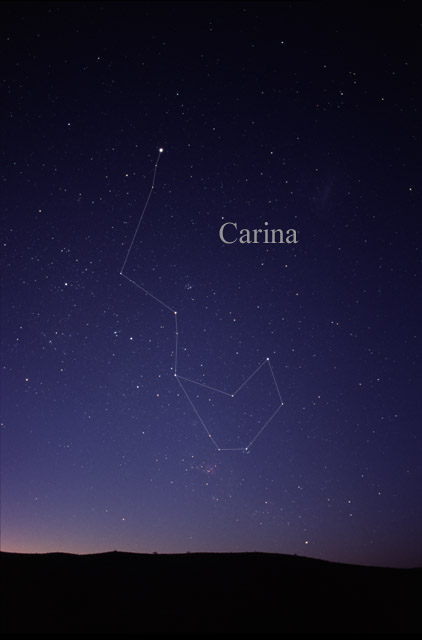
Constelación de Carina

Canopo (α Carinae) es la segunda estrella más brillante del firmamento con magnitud aparente −0.72. Su nombre proviene del personaje mitológico Canopo, navegante de Menelao, rey de Esparta. Es una gigante luminosa o supergigante blanco-amarilla de tipo espectral A9II cuya luminosidad es 10 700 veces mayor que la del Sol. Distante 310 años luz, es la estrella de mayor brillo intrínseco en un radio de 700 años luz del sistema solar. Su radio es 71 veces más grande que el del Sol.
La segunda estrella más brillante en la constelación (β Carinae) recibe el nombre de Miaplacidus y es una subgigante blanca de tipo espectral A2IV que se encuentra a 111 años luz; en su interior está finalizando la fusión del hidrógeno y su núcleo debe estar formado casi exclusivamente por helio inerte. Le sigue en brillo ε Carinae, llamada Avior, estrella binaria cuyas componentes son una gigante naranja y una estrella blanco-azulada de parecida luminosidad.
Aspidiske (ι Carinae), supergigante blanca de tipo A7Ib, está a 690 años luz y tiene una luminosidad equivalente a 4900 soles. Es la cuarta estrella más brillante de Carina.
υ Carinae es una estrella doble observable con un pequeño telescopio: las componentes de este sistema son una supergigante blanca y una estrella blanco-azulada cuyo período orbital excede los 20 000 años. La Cruz del Diamante es un asterismo formado por Miaplacidus, θ Carinae, υ Carinae y ω Carinae.
Merece especial atención η Carinae, una de las estrellas más masivas de la galaxia que se encuentra dentro de la nebulosa de Carina (NGC 3372). Es un sistema estelar que contiene al menos dos estrellas cuya luminosidad conjunta es cinco millones de veces la del Sol. En el pasado era una estrella de la cuarta magnitud, pero en 1837 aumentó drásticamente en brillo marcando el comienzo de una gran erupción y, entre el 11 y 14 de marzo de 1843, llegó a superar en brillo a Canopo.
Entre las estrellas variables, en Carina se localiza una de las cefeidas más prominentes del cielo nocturno, l Carinae o HD 84810, cuyo brillo oscila entre magnitud 3.35 y 4.06 a lo largo de un período de 35.556 días; de tipo espectral G5Iab/Ib, tiene una masa entre 8.4 y 13 veces mayor que la del Sol. Otra cefeida de Carina, U Carinae, tiene tipo espectral G0Ib y posee un período de 38.809 días, uno de los períodos más largos para este tipo de variables. En cambio, S Carinae es una variable Mira con un período de 150.28 días, uno de los más cortos dentro de su grupo.

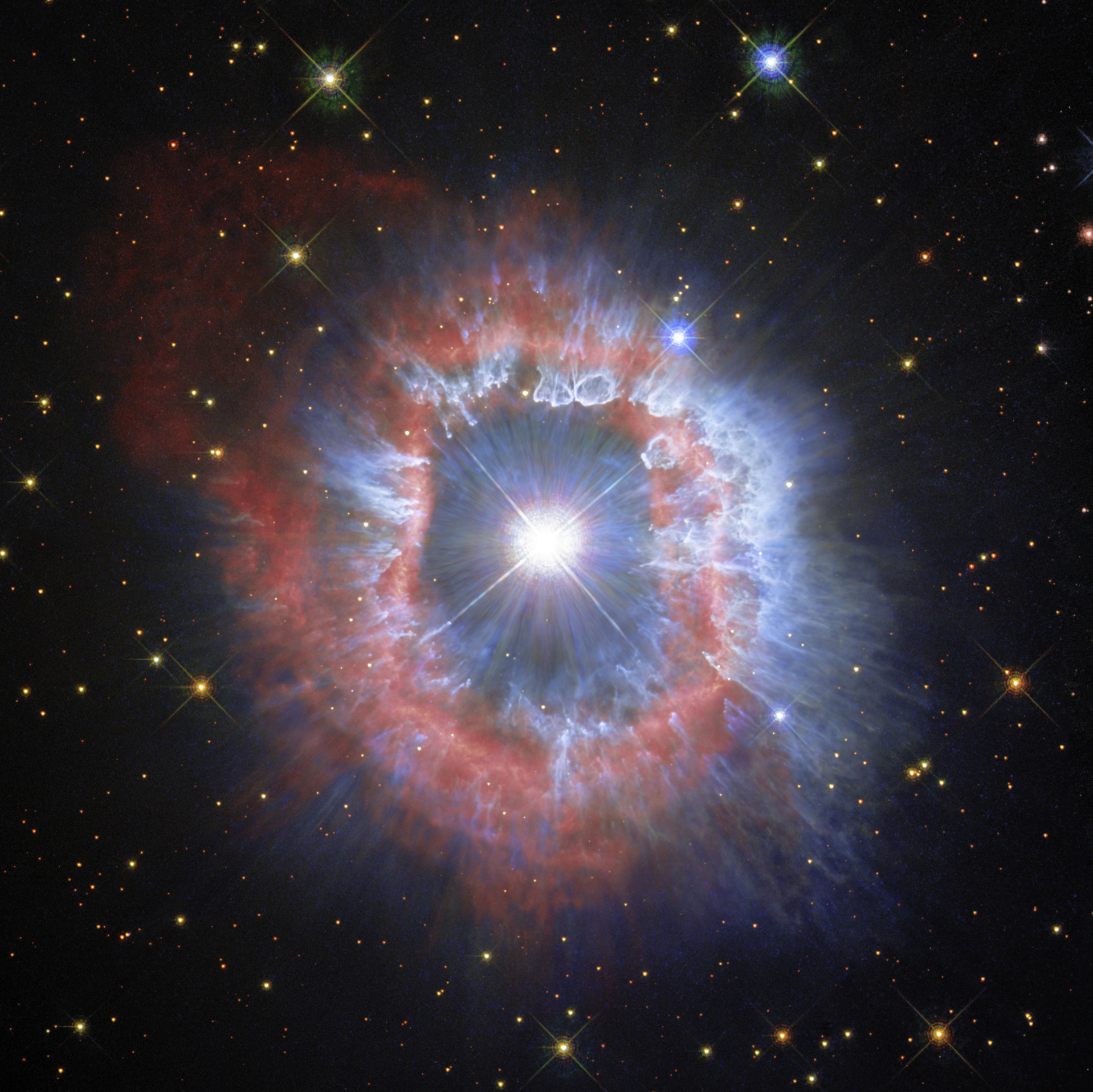
Imagen de AG Carinae obtenida con el telescopio Hubble

De características muy distintas es AG Carinae, una de las estrellas más luminosas de la Vía Láctea que emite un millón de veces más radiación electromagnética que el Sol. Es una variable luminosa azul que está en una fase de rápida transición entre una supergigante azul y una estrella de Wolf-Rayet. Se encuentra rodeada por una envoltura de polvo aproximadamente circular.
Muy parecida a AG Carinae es HR Carinae, también variable luminosa azul con una masa casi 40 veces mayor que la del Sol.
Otras variables en la constelación son PP Carinae —variable Gamma Cassiopeiae cuya velocidad de rotación supera los 285 km/s—, χ Carinae —variable Beta Cephei de tipo B3IV— y A Carinae, binaria eclipsante con un período orbital de 195 días compuesta por una gigante luminosa de tipo G6II y su compañera de tipo A1V. También es una binaria eclipsante QX Carinae, siendo sus componentes dos estrellas calientes de tipo B2V con un período orbital de 4.48 días.
En esta constelación se localizan varias estrellas con planetas. HD 63765, denominada Tapecue de acuerdo a la UAI, es una enana amarilla de tipo G9V con un planeta extrasolar cuyo período orbital es de 358 días. Igualmente, Gliese 422 es una enana roja con un planeta, pero en este caso con un período orbital mucho más corto (poco más de 20 días). HD 65216 es un sistema estelar triple en el cual se han descubierto dos planetas en torno a la componente principal, una enana amarilla de tipo G5V. Por otra parte, HD 76346 (HR 3549) es una estrella blanca de la secuencia principal que tiene como acompañante a una enana marrón cuya separación es de, al menos, 80 au.

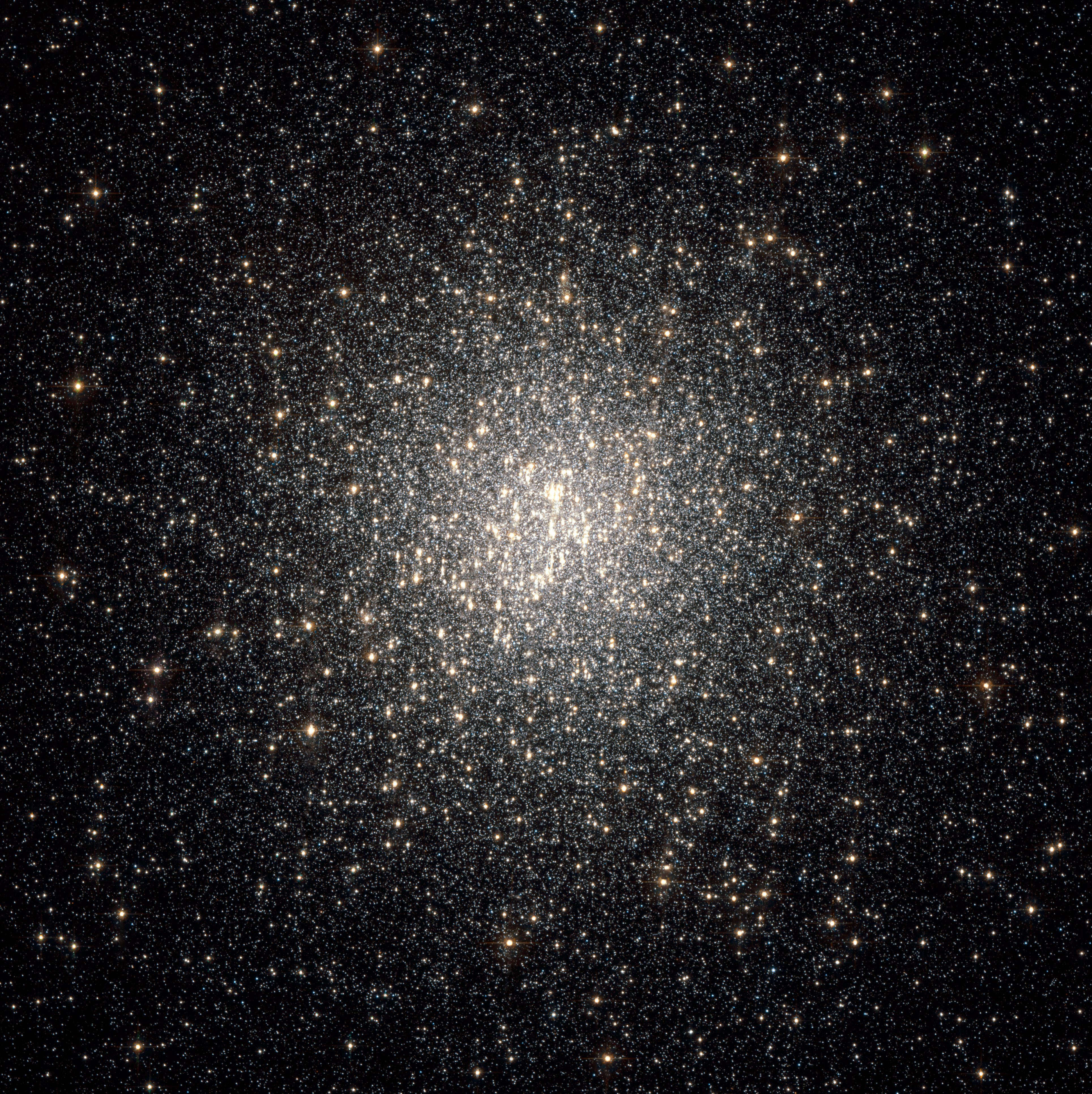
NGC 2808, cúmulo globular con tres diferentes poblaciones de estrellas

Dado que la Vía Láctea atraviesa Carina, la constelación contiene varios cúmulos abiertos como NGC 2516, NGC 3532 e IC 2602. Este último, conocido como las Pléyades del Sur, consta de unas 74 estrellas, siendo la más prominente θ Carinae, una estrella de la secuencia principal azul de tipo espectral B0Vp; su edad no concuerda con la del cúmulo y es considerada una estrella rezagada azul. NGC 2516, llamado el Pesebre del Sur, es un cúmulo joven con una de 150 millones de años rodeado por un halo de 500 pc de diámetro. NGC 3532 es algo más antiguo —300 millones de años— y se encuentra a unos 1600 años luz.
Westerlund 2 es un lejano cúmulo compacto cuya edad es de solo uno o dos millones de años. Contiene algunas de las estrellas más masivas conocidas, como WR 20a, una binaria de dos estrellas de Wolf-Rayet —de 71 y 69 masas solares— con un período orbital de 3.675 días.
De características contrapuestas, Platais 8 es un tenue cúmulo abierto muy próximo al sistema solar, pues se localiza a solo 460 años luz; tiene una edad de solo 56 millones de años.
Por el contrario, NGC 2808 es un cúmulo globular muy masivo y compacto (clase I) que se encuentra a 31 200 años luz de la Tierra y a 36 200 años luz del centro galáctico. Es notable porque la formación estelar ha tenido lugar en tres fases distintas en la vida temprana del cúmulo; todas las estrellas nacieron en un lapso de 200 millones de años, muy tempranamente, en este cúmulo de 10 200 millones de años de edad.

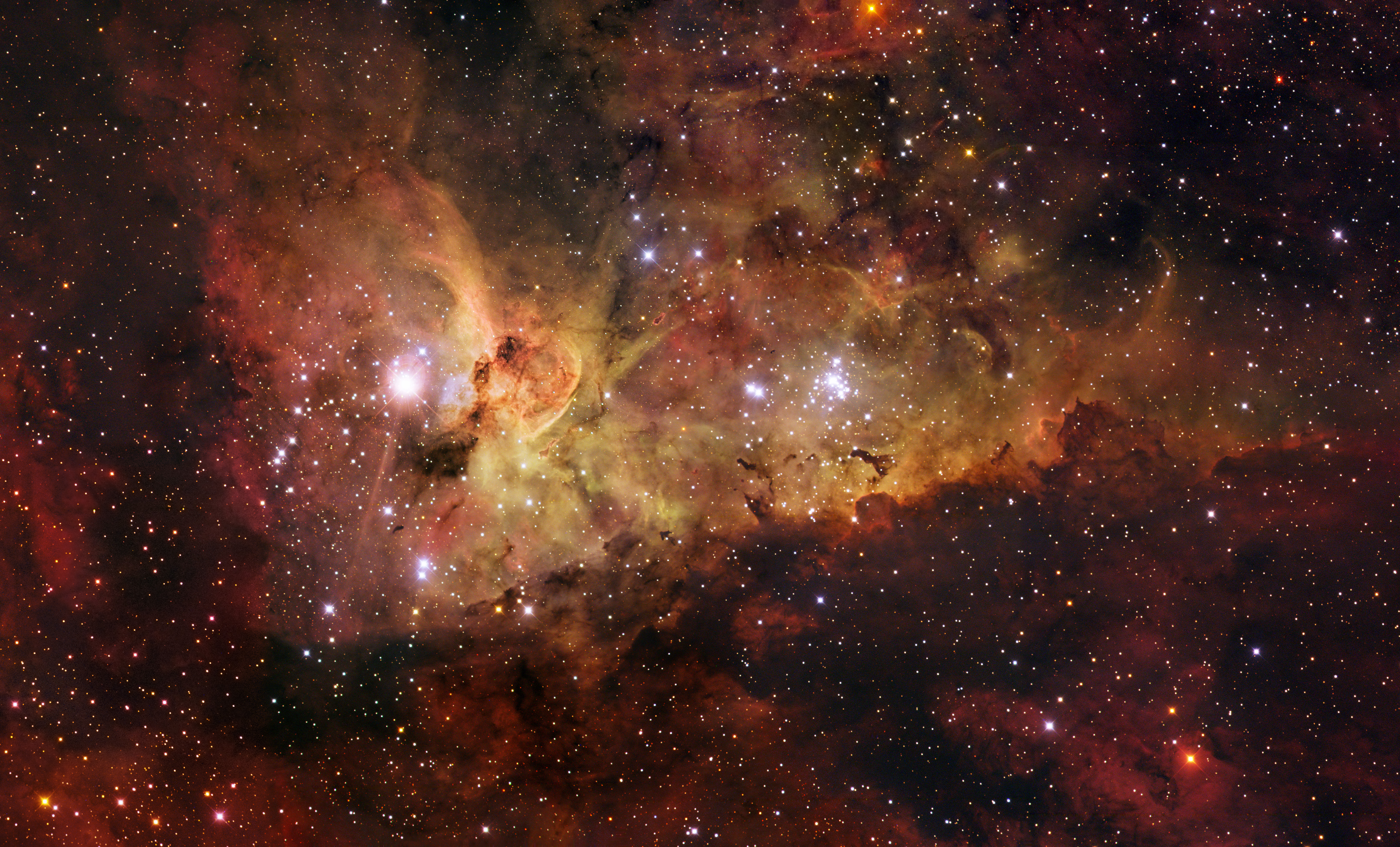
Imagen de la Nebulosa de Carina (NGC 3372) obtenida desde el European Southern Observatory

La Nebulosa de la Quilla o de Carina (NGC 3372) es una gran nebulosa que rodea varios cúmulos estelares abiertos y estrellas masivas como la citada η Carinae. Entre otros, contiene los sistemas WR 22 —masiva binaria eclipsante formada por una estrella de Wolf-Rayet de tipo WN7 y una estrella azul de tipo O9V— y HD 93129, constituida por al menos tres estrellas azules muy luminosas, siendo la componente principal una supergigante azul de tipo O2If*. Carina OB1 es una asociación estelar en los límites de esta nebulosa que contiene algunas de las estrellas más masivas y luminosas de la Vía Láctea; entre estas destacan por su tamaño las supergigantes rojas RT Carinae, CK Carinae e IX Carinae, con diámetros 1000 veces más grandes que el del Sol. NGC 3372 es una de las nebulosas difusas más grandes que se conocen.
Por último, NGC 3579 es una nebulosa de emisión distante 9000 años luz que alberga la binaria eclipsante EM Carinae. Formada por dos estrellas de tipo O7.5V(f), su período orbital es de 3.4143 días. Las dos componentes tienen una masa de 23.3 y 21.8 masas solares.

## Estrellas principales
- α Carinae (Canopus, o Canopo), segunda estrella más brillante del cielo, de magnitud −0.72, es una supergigante blanco-amarilla a 310 años luz de nosotros. Aunque se trata de una estrella del hemisferio sur, puede observarse desde la costa africana del mar Mediterráneo.
- β Carinae (Miaplacidus), la segunda estrella más brillante de la constelación (magnitud 1.67), una subgigante blanca.
- ε Carinae (Avior), de magnitud 1.86, cuyo nombre fue asignado en la década de 1930 al crearse The Air Almanac, un almanaque de navegación usado por las fuerzas aéreas británicas.
- η Carinae (Eta Carinae), una de las estrellas más masivas del universo, con una enorme luminosidad de alrededor de cuatro millones de veces la del Sol, y con una masa estimada entre 100 y 150 veces la masa de nuestra estrella local.

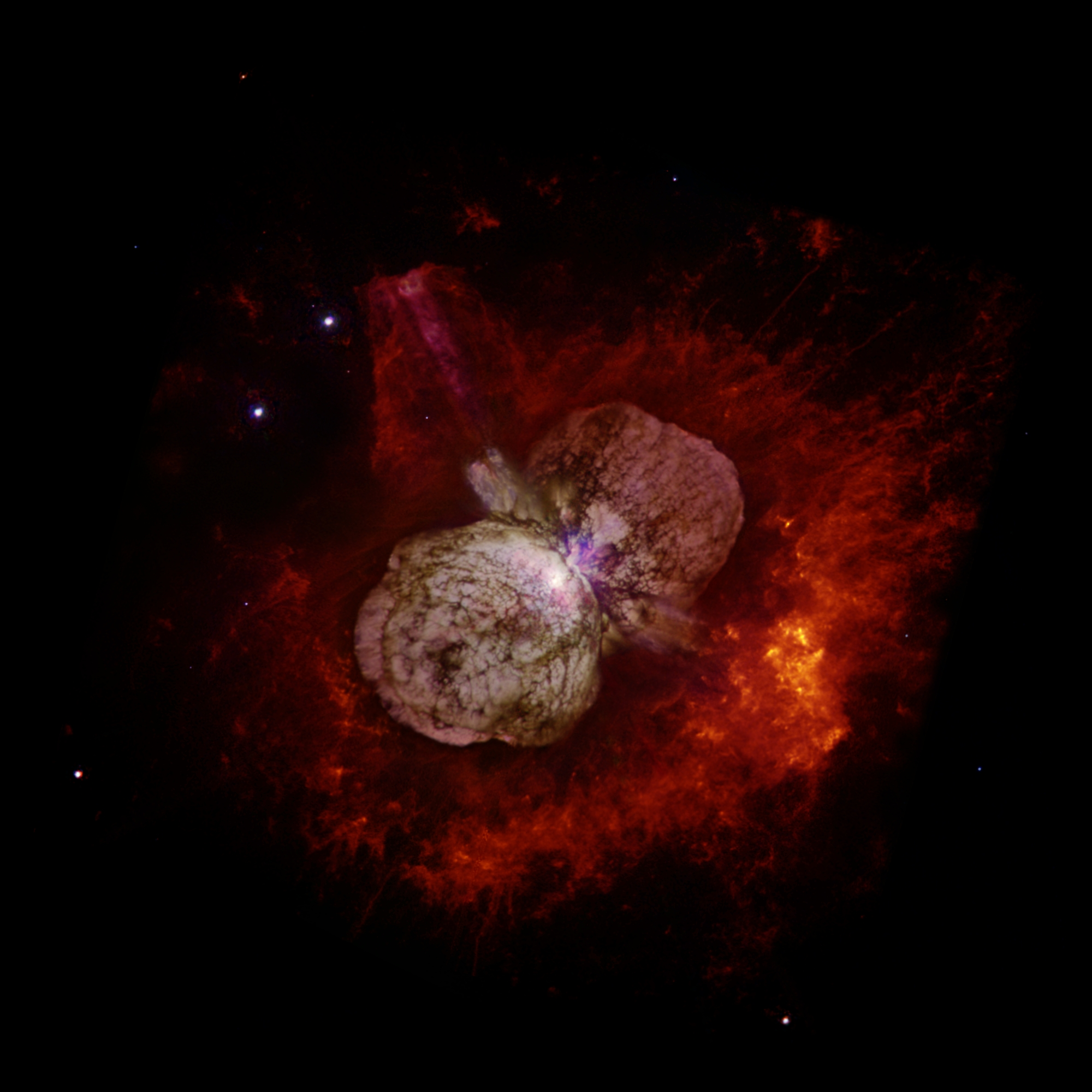
Imagen de Eta Carinae obtenida con el telescopio espacial Hubble.

- θ Carinae, dentro del cúmulo del mismo nombre.
- ι Carinae (Aspidiske), de magnitud 2.21, una supergigante blanca a 690 años luz.
- υ Carinae, de magnitud 2.92, estrella binaria que puede ser resuelta con binoculares. La separación entre las componentes es de 5 segundos de arco.
- χ Carinae (Drys), subgigante azul de magnitud 3.46 distante 387 años luz.
- h Carinae (HD 83183), gigante luminosa blanco-azuladas de magnitud 4.09.
- I Carinae (HD 90589) y HD 68456, estrellas blanco-amarillas de magnitud 4.00 y 4.76 respectivamente.
- HD 84810 (l Carinae), estrella variable cefeida, cuya magnitud oscila entre 3.28 y 4.18 en un ciclo de 35.54 días. Es una de las cefeidas más brillantes visible a simple vista.
- b2 Carinae (HD 77370) estrella blanco-amarilla de magnitud 5.16.
- f Carinae (V334 Carinae), estrella blanco-azulada de magnitud 4.51.
- S Carinae, estrella variable Mira cuyo brillo varía entre magnitud 4.5 y 9.9 en un ciclo de 149.49 días.
- U Carinae, cefeida de brillo variable entre magnitud 5.72 y 7.02 con un período de 38.73 días.
- RT Carinae, supergigante roja de magnitud 8.55 con un diámetro 1090 veces más grande que el diámetro solar.
- VY Carinae, cefeida cuyo brillo varía entre magnitud 6.787 y 8.05 en un período de 18.99 días.
- AG Carinae y HR Carinae, dos variables luminosas azules; la primera es un millón de veces más luminosa que el Sol.
- EM Carinae, binaria eclipsante de magnitud 8.52 compuesta por dos estrellas calientes y masivas.
- CK Carinae e IX Carinae, supergigantes rojas cuyos diámetros respectivos son 1000 y 920 veces más grandes que el del Sol.
- PP Carinae (p Carinae), estrella Be de magnitud 3.36.
- QX Carinae, binaria eclipsante de magnitud 6.64.

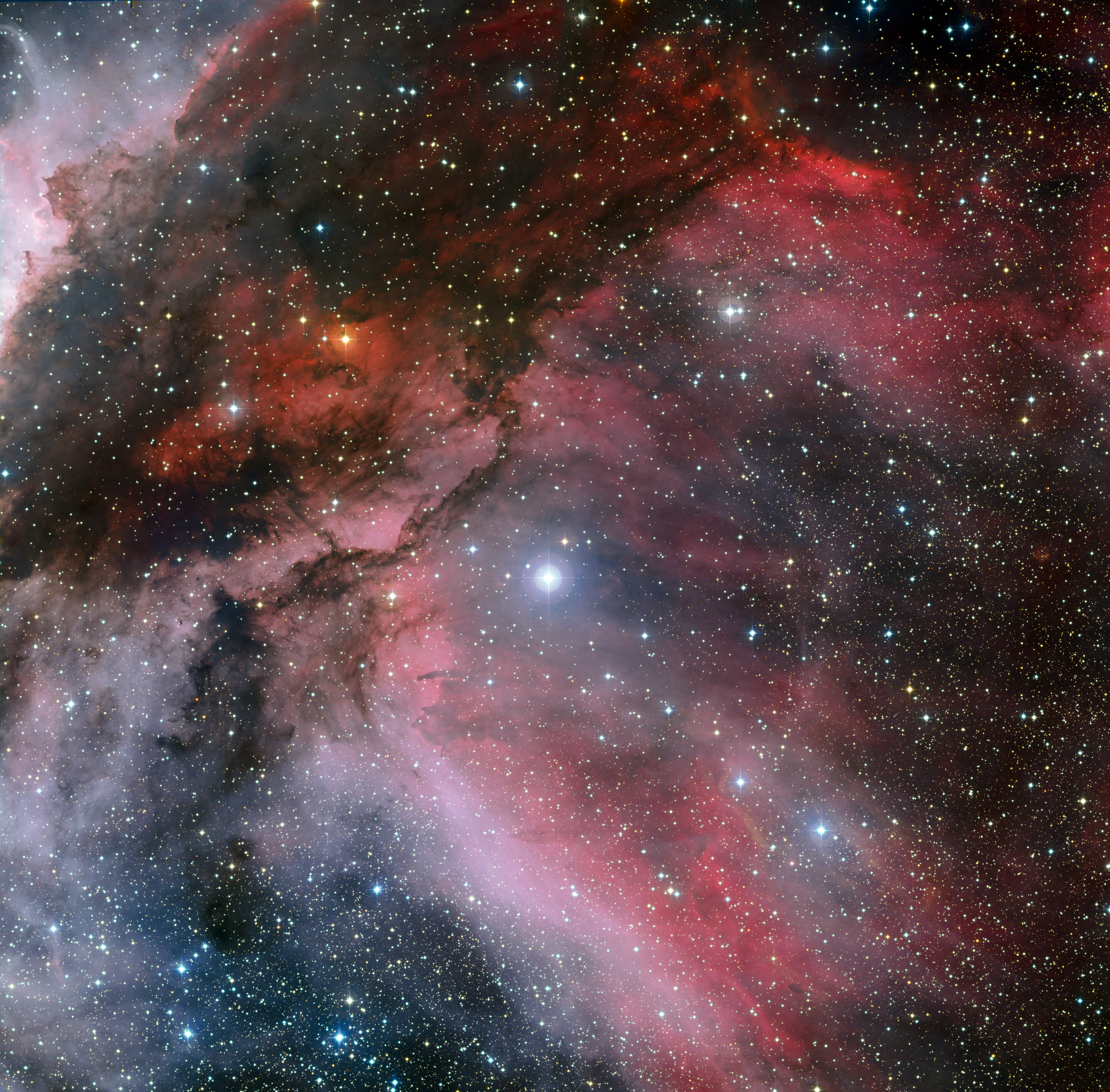
Nebulosa de Carina en torno a la estrella WR 22.

- V337 Carinae (q Carinae), gigante luminosa anaranjada y variable irregular cuyo brillo varía entre magnitud 3.36 y 3.44.
- V382 Carinae, supergigante amarilla y variable cefeida.
- V415 Carinae (A Carinae), binaria eclipsante cuya primaria es una gigante luminosa amarilla.
- BO Carinae y V528 Carinae, supergigantes rojas y variables irregulares de magnitudes medias respectivas 7.18 y 6.75.
- LHS 288 y GJ 1128, enanas rojas distantes 15.6 y 21.3 años luz respectivamente.
- HD 93129 y HD 93250, sistemas estelares masivos en la nebulosa de Carina; la componente principal de HD 93129 es una de las estrellas más luminosas que se conocen.
- A1 (WR 43a), situado en NGC 3603, es uno de los sistemas binarios más masivos que se conocen.
- WR 20a y WR 22, dos sistemas binarios masivos. El primero está compuesto por dos estrellas de Wolf-Rayet y el segundo, de magnitud 6.42, es observable a simple vista.
- Sher 25, distante supergigante azul que se piensa que está a punto de explotar como supernova.
- WD 0800-533, enana blanca que puede formar un sistema binario con una enana roja.

## Objetos de cielo profundo

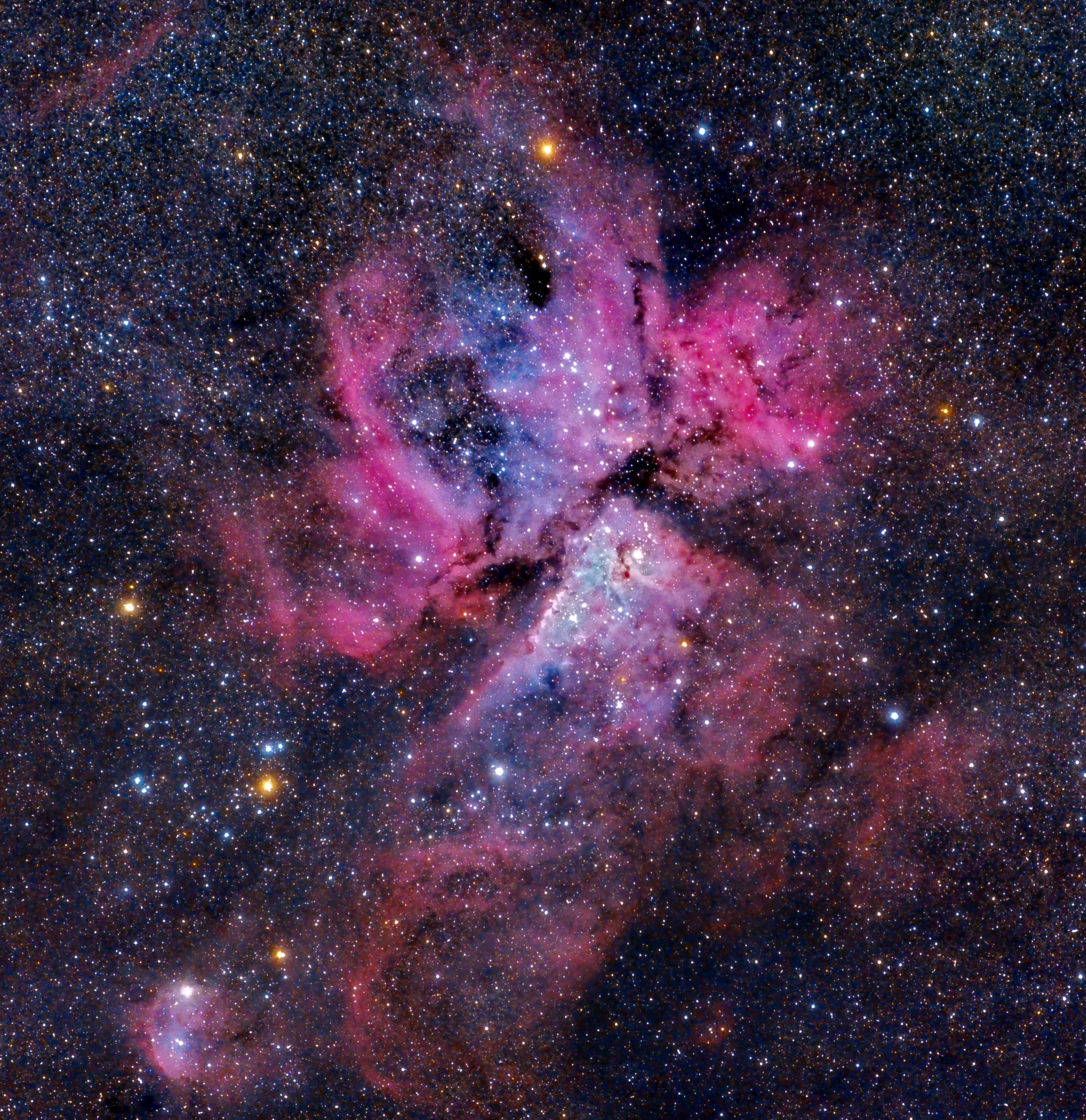
Imagen de NGC 3372, obtenida por el Observatorio Astronómico Los Molinos, OALM.

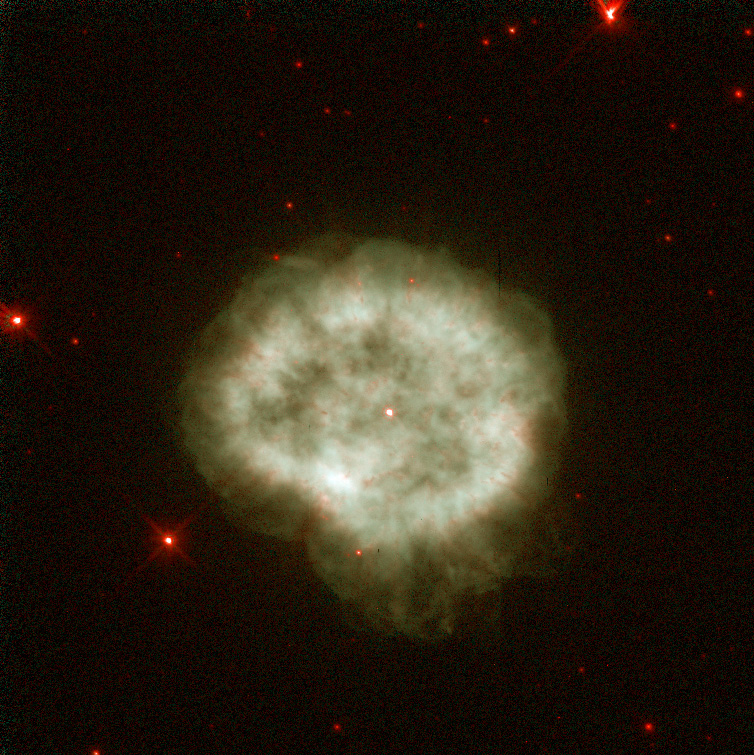
Nebulosa planetaria NGC 2867.

- Nebulosa de la Quilla o Nebulosa de Carina (NGC 3372), que rodea las estrellas masivas Eta Carinae, HD 93129 y HD 93250. La nebulosa se encuentra a una distancia estimada de 6500 a 10 000 años luz respecto a la Tierra. Dentro de sus límites se encuentra la asociación estelar Carina OB1, la cual a su vez incluye los cúmulos Collinder 228, NGC 3293, NGC 3324, IC 2581, Trumpler 14, Trumpler 15 y Trumpler 16.[44] Dentro de esta gran nebulosa también se encuentra una figura menor (rodeando a la propia Eta Carinae) que recibe el nombre de Nebulosa del Homúnculo. AR: 10 h 43 min 48.0 s Dec: −59°52′00″ (Época 2000).
- NGC 2516, ocasionalmente llamado Pesebre del Sur por su similitud con M44 de la constelación de Cancer, es un cúmulo abierto de gran tamaño que se encuentra a unos 1300 años luz. Posiblemente forma parte de la Asociación estelar de Scorpius-Centaurus. AR: 07 h 58 min 18.0 s Dec: −60°52′00″ (Época 2000).
- NGC 2808 es un gran cúmulo globular, uno de los más masivos de nuestra galaxia. Posee estrellas de tres generaciones distintas. AR: 09 h 12 min 00.0 s Dec: −64°52′00″ (Época 2000).
- NGC 3114, cúmulo abierto. AR: 10 h 02 min 42.0 s Dec: −60°07′00″ (Época 2000).
- NGC 3293, cúmulo abierto con más de cien estrellas distante alrededor de 9000 años luz.
- NGC 3532 es también un cúmulo abierto con unas 150 estrellas. Fue el primer objeto observado por el telescopio espacial Hubble en mayo de 1990.
- NGC 3603 es un distante cúmulo abierto en el que hay varias estrellas de Wolf-Rayet masivas y calientes, como el sistema A1.
- Cúmulo de Theta Carinae o Pléyades del Sur (IC 2602), que contiene unas 74 estrellas, siendo la más prominente θ Carinae. Es el tercer cúmulo más brillante del cielo y se encuentra a unos 550 años luz. AR: 10 h 43 min 12.0 s Dec: −64°24′00″ (Época 2000).
- Westerlund 2, lejano y compacto cúmulo o supercúmulo estelar.
- NGC 2867, nebulosa planetaria a 1.2° NNE de Aspidiske (ι Carinae), cuya estrella central es una estrella Wolf-Rayet de tipo WO.
- MSH 11-61A y MSH 11-62, restos de supernova de morfología mixta y compuesta, respectivamente.
- Enana de Carina, pequeña galaxia satélite de la Vía Láctea.

## Mitología

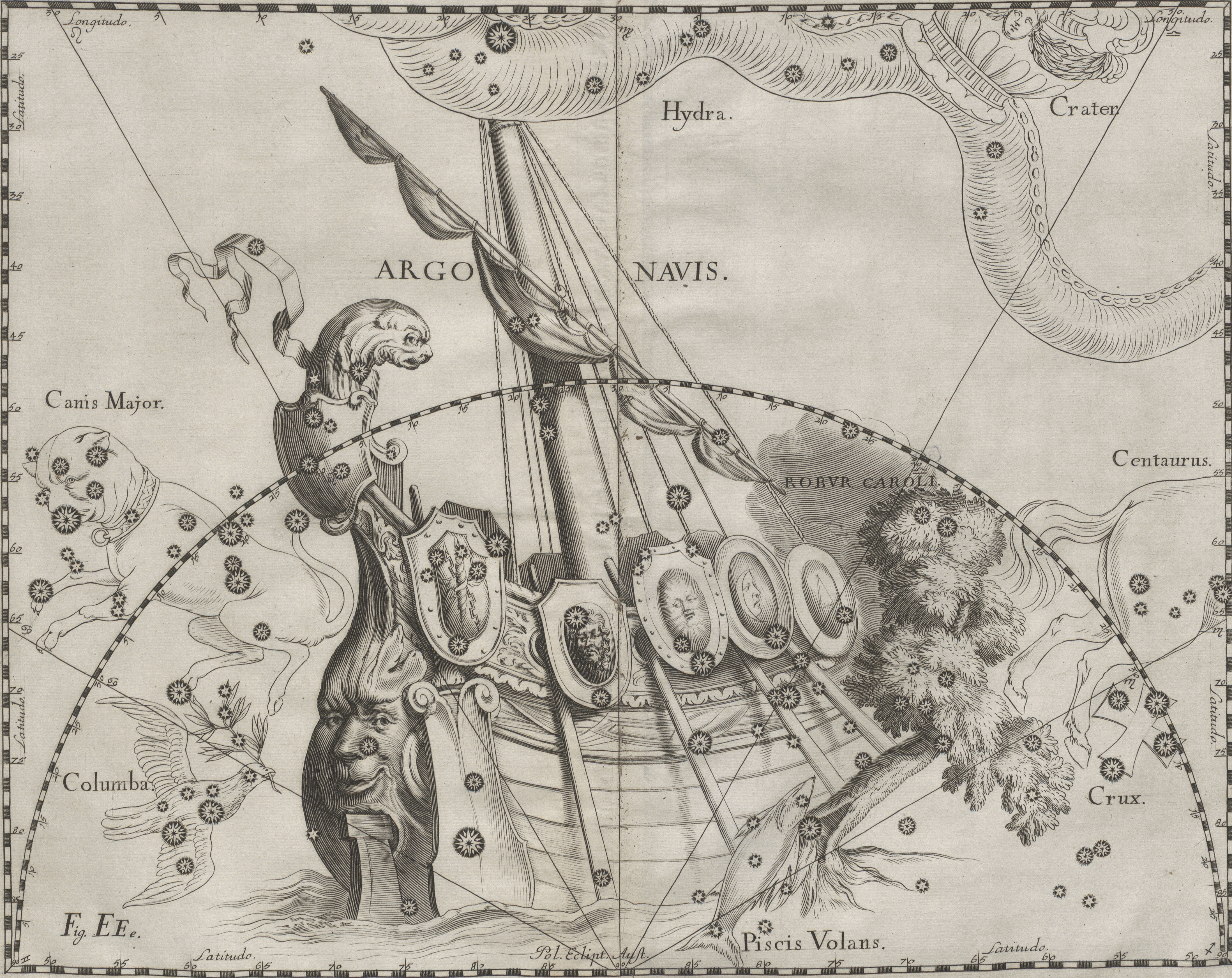
La desmantelada constelación de Argo Navis.

Los Argonautas, en el poema de Apolonio de Rodas, fueron los compañeros que viajaron con Jasón en la expedición cuyo objetivo era hallar el Vellocino de oro. El nombre Argonautas proviene del navío Argo.
Pelias se convirtió en rey de Yolco tras destronar y posteriormente encarcelar a Esón. Éste, temeroso de que su hijo Jasón (quien era el legítimo heredero al trono) fuera asesinado, lo envió a la cueva del centauro Quirón, en donde recibió instrucción hasta que pudiera regresar a Yolco y reclamar su derecho al trono.
En su viaje a Yolco, Jason perdió una de sus sandalias, y al presentarse ante Pelías, éste recordó un antiguo oráculo que advertía sobre alguien con una sola sandalia bajaría del monte para destronarlo y matarlo. Pelias accedió a devolver el trono a Jasón, pero le exigió que cumpliera un supuesto pedido de regresar el Vellocino de oro a su lugar de origen.
Jasón aceptó el encargo y solicitó a Argos la construcción de una embarcación, la cual poseía el don del habla y de la profecía. Después conformó la tripulación con los jóvenes más valientes de aquellos tiempos.
Los Argonautas partieron de la costa de Págasas, y en su paso por la isla de Lemnos (habitada por mujeres) se unieron con ellas con la idea de concebir hijos varones. Pasaron por Samotracia llegando a la tierra de los Doliones, en donde su rey Cícico los acogió. Sin embargo, al partir, los vientos los llevaron de nuevo a la costa, y por error se enfrentaron a sus antiguos anfitriones resultando muertos el rey Cícico y su corte. En las costas de Misia, las ninfas se apoderaron de Hilas, por lo que Hércules y Polifemo abandonaron el barco para acudir en su ayuda y el viaje siguió sin ellos. Al pasar por la tierra del adivino ciego Fineo, lo libraron de las Harpías, y él en agradecimiento, les dio la clave para evitar las rocas Cianeas, que destruían cualquier nave que se atreviera a pasar entre ellas.
Después de estas y otras aventuras, la expedición llegó al reino de Eetes. Jasón realizó una visita al monarca y le solicitó la entrega del Vellocino de oro. El rey, para entregárselo, le pidió a cambio que domara los toros con pezuñas de bronce, y que arara el campo y sembrara dientes de dragón que él mismo le entregaría.
La hechicera Medea, hija de Eetes, quien se enamoró de Jasón, ofreció ayudarlo siempre y cuando Jasón la desposara. Le entregó un ungüento mágico para que lo aplicara en su cuerpo, y un escudo, con los cuales quedaría protegido contra el fuego y el hierro. Le advirtió que al sembrar los dientes del dragón, éstos se convertirían en soldados que lo asesinarían. También le indicó que lanzara piedras sin ser visto para confundirlos, haciéndolos así pelear y matarse entre ellos.
Jasón realizó estas tareas con éxito, pero Eetes incumplió su promesa porque sospechaba que su hija había ayudado al héroe. Entonces Jasón, ayudado por Medea, durmió al dragón guardián, se apoderó del Vellocino de oro y se fugaron. Cuando el rey Eetes descubrió la fuga y el hurto del Vellocino de oro, se lanzó en su búsqueda. Medea, para retrasarlo, dio muerte a su hermano menor Apsirto, y despedazando su cadáver, iba lanzando al mar uno a uno sus miembros. De esta manera, Eetes perdió tiempo en la persecución, recogiendo las partes del cuerpo de su amado hijo.
De regreso, a su paso por Antemóesa, la isla de las sirenas, los Argonautas fueron protegidos de sus cantos por un integrante de ellos, Orfeo, legendario músico de Tracia, con su melodiosa lira y voz. Después llegaron a Creta, en donde enfrentaron y dieron muerte al gigante Talos con la ayuda de los hechizos de Medea.
Al retomar a Yolco, trayendo consigo el Vellocino de oro, Jasón se enteró de que Pelias había asesinado a todos sus parientes, y que además, se negaba a entregarle el trono. Medea, con el fin de eliminar al rey, conspiró entonces para que fueran las propias hijas de Pelias las que acabasen con él. Jasón asumió el trono, y junto con Medea reinaron en Yolco. Años más tarde, concibieron un hijo, confiándole su educación al centauro Quirón.